# Hama (poddystrykt)
Hama – jedna z 4 jednostek administracyjnych trzeciego rzędu (nahijja) dystryktu Hama w muhafazie Hama w Syrii.
W 2004 roku poddystrykt zamieszkiwało 467 254 osób.